# Hersenanatomie
Hersenanatomie is de anatomie van de hersenen. Zij wordt doorgaans in drie ruimtelijke dimensies, ofwel vlakken, beschreven. Dit zijn respectievelijk het horizontale, het sagittale (pijlvormige) en het coronale (kransvormige) vlak.  Het horizontale vlak verdeelt de hersenen in een dorsaal (boven) en ventraal (onder) gedeelte. Het sagittale vlak verdeelt de hersenen in een linker- en rechterdeel. Om de positie op dit vlak aan te duiden maakt men gebruik van de volgende bijvoeglijke naamwoorden, "lateraal", "mediaal" en "mediaan". De term lateraal duidt aan: "met betrekking tot de zijkant", ofwel "zijdelings". De term mediaal duidt aan: "naar het midden toe". De term mediaan duidt aan: "op/in het midden liggend" of "op de middenlijn liggend". Ten slotte verdeelt het coronale vlak de hersenen in een anterieur (voorste) en posterieur (achterste) deel.

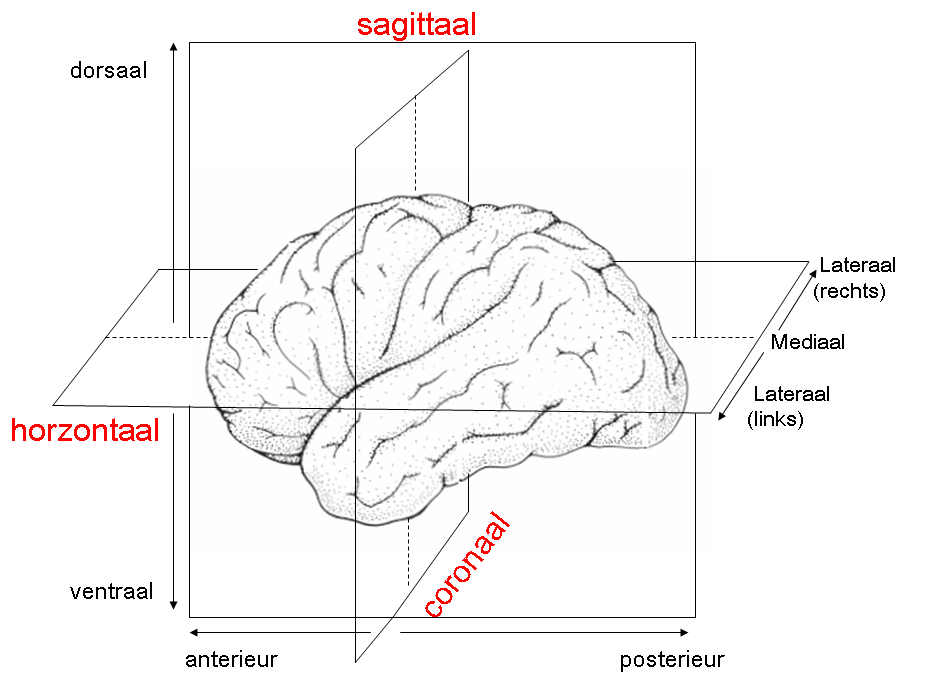
Indeling van de hersenen volgens drie ruimtelijke vlakken: horizontaal, sagittaal en coronaal

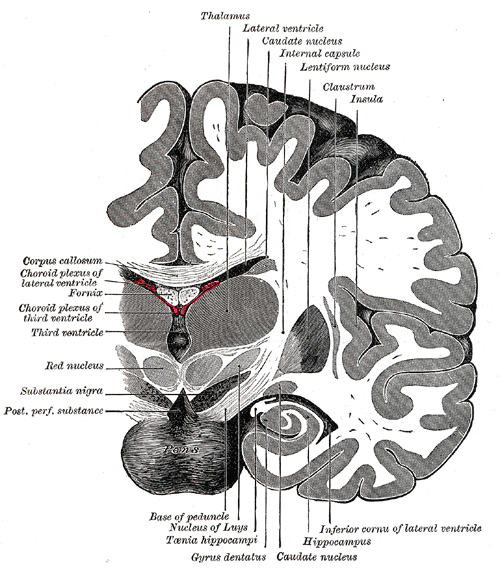
Voorbeeld van een coronale doorsnede van de hersenen

## Mens versus viervoeter
De termen dorsaal en ventraal betekenen letterlijk respectievelijk "met betrekking tot de rug (Latijn: dorsum)" en "met betrekking tot de buik (Latijn: venter)". Deze bijvoeglijke naamwoorden gebruikt men om aan te duiden dat bepaalde structuren respectievelijke aan de rugzijde of aan de buikzijde zich bevinden. Bij viervoetige dieren betekent dat, zowel voor het hoofd als het overige lichaam, boven en onder. Boven en onder valt in dit geval immers samen met de rugzijde en de buikzijde. Bij de rechtoplopende mens is de positie van het hoofd gekanteld ten opzichte van het ruggenmerg, en hebben de termen dorsaal en ventraal een verschillende betekenis voor hoofd en lichaam (inclusief hersenstam en ruggenmerg). Voor het hoofd (hersenen) betekenen zij boven en onder, en voor hersenstam en ruggenmerg voorkant (buikzijde) en achterkant (rugzijde). 

## Brodmanngebieden
Door Korbinian Brodmann is een kaart ontworpen waarmee de schors van de grote hersenen (cortex cerebri) van de mens in 52 gebieden werd ingedeeld (de gebieden van Brodmann). Deze kaart was gebaseerd op de structuur en organisatie van zenuwcellen, de zogenaamde cytoarchitectuur of cytoarchitectoniek.
Zij wordt nog steeds gebruikt als hulpmiddel bij het identificeren en benoemen van hersengebieden.

## Beeldvormende technieken
Nieuwe beeldvormende technieken zoals MRI maken het mogelijk de structuur van de grijze stof (inclusief gyri en sulci) en de witte stof accuraat in een driedimensionaal beeld zichtbaar te maken. Structurele kaarten kunnen daarbij worden aangevuld met functionele kaarten (verkregen met fMRI of PET) waarmee de functies (dat wil zeggen in bepaalde condities opgeroepen activatiepatronen) van specifieke gebieden zichtbaar worden gemaakt.  Een probleem daarbij is dat er grote individuele verschillen bestaan in de morfologie (vorm) van de menselijke hersenen, zoals de vorm en omvang van gyri en sulci. Een hulpmiddel daarbij  zijn de hersenatlassen. Een bekende en veel gebruikte atlas is de atlas van Talairach en Tournoux die gebruikmaakt van een standaardcoördinatenstelsel. Deze atlas was aanvankelijk ontworpen als hulpmiddel bij neurochirurgie en stereotaxie, maar wordt ook gebruikt in het moderne hersenbeeldvormende onderzoek. Met deze atlas is het mogelijk om de locaties (coördinaten) van specifieke gebieden in individuele hersenen, ondanks verschillen in omvang en vorm, te beschrijven.